# کنروکو-ان
کنروکو-ان (انگلیسی: Kenroku-en) یک باغ ژاپنی خصوصی است، که به همراه کائیراکو-ان و کوراکو-ان یکی از سه باغ مشهور کشور ژاپن است. 